# Andreas Lohrey

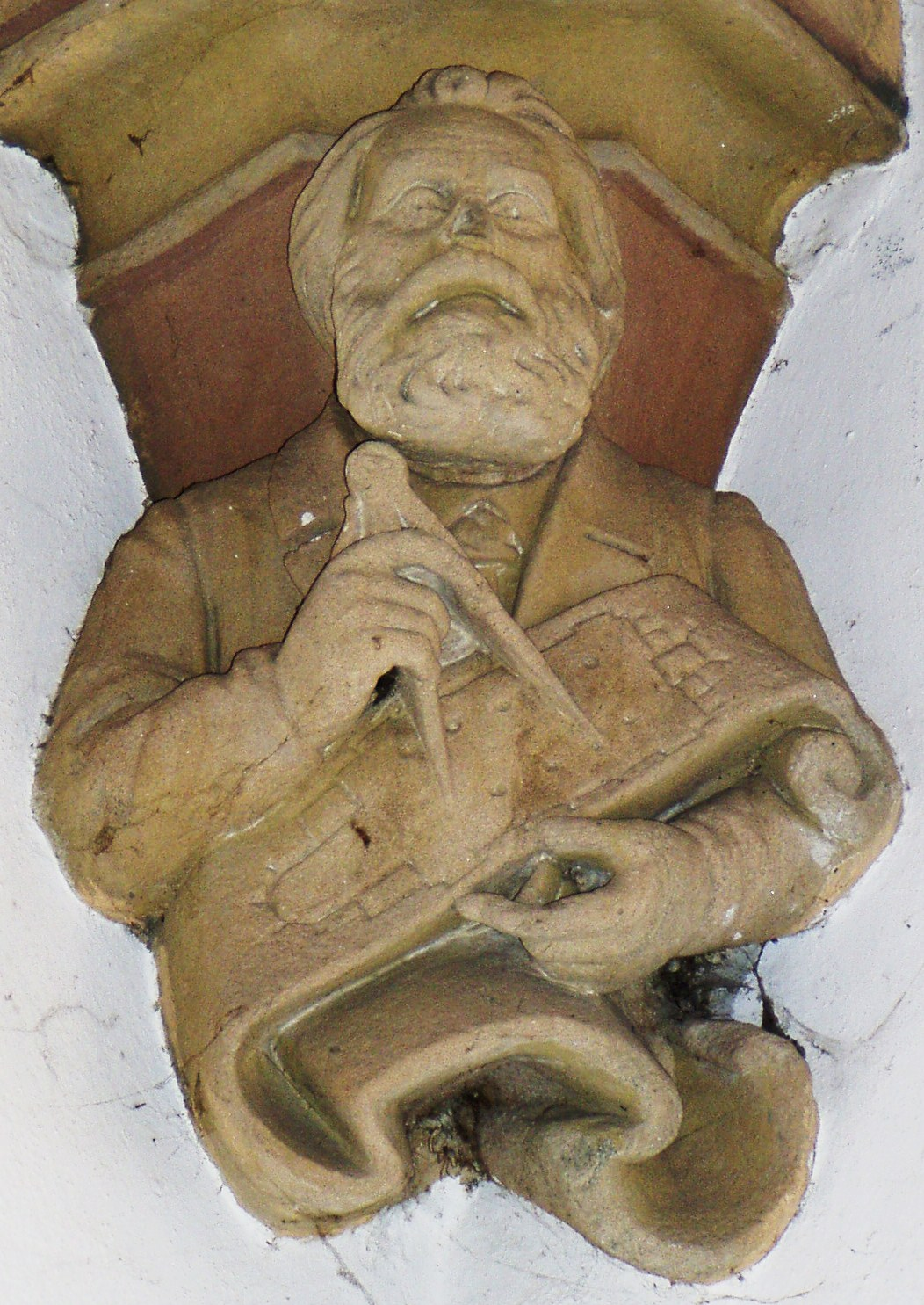
Büste von Andreas Lohrey
Bildhauer: Valentin Weidner;
Ort: Herz-Jesu-Kirche, Bad Kissingen

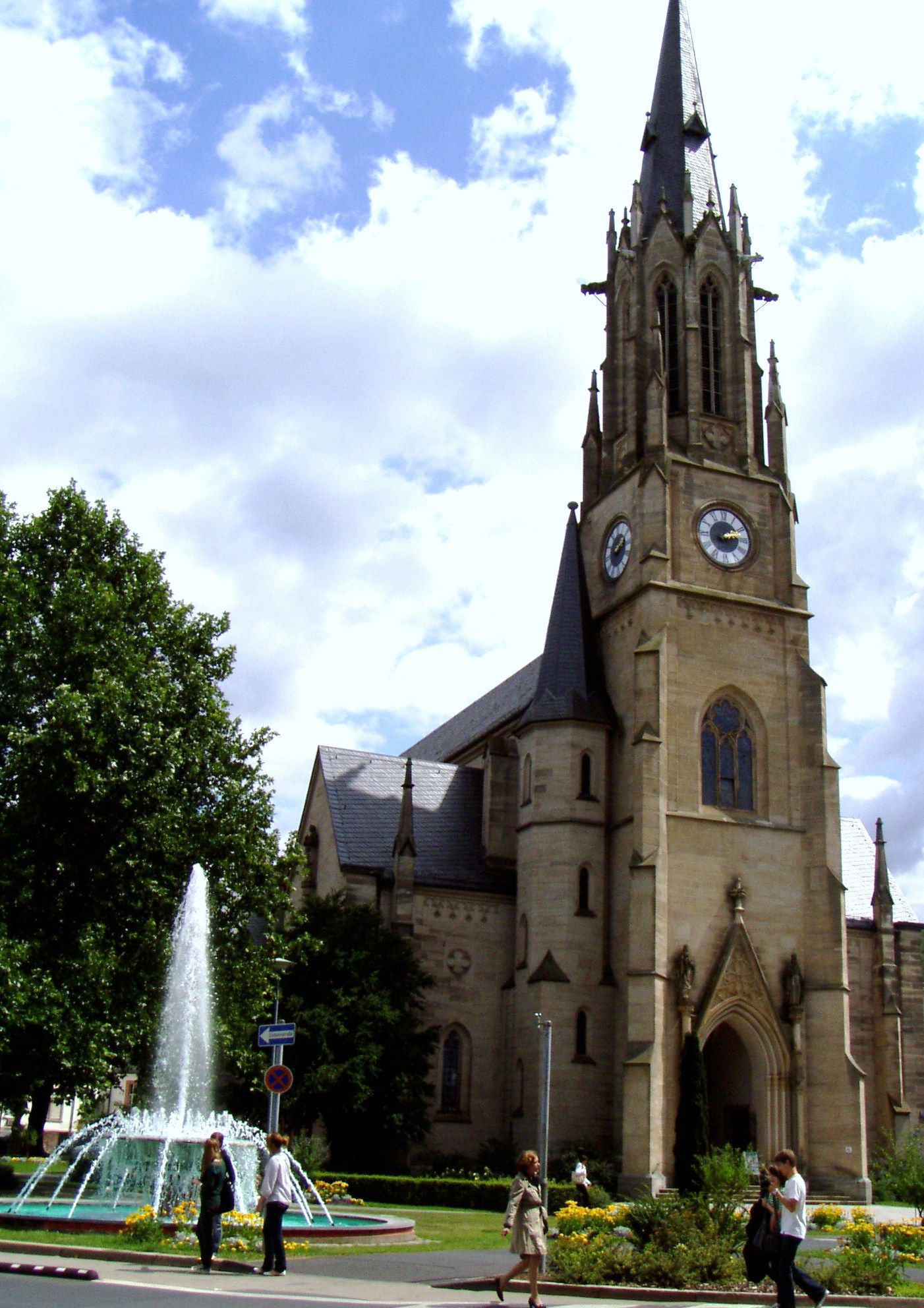
Herz-Jesu-Kirche, Bad Kissingen

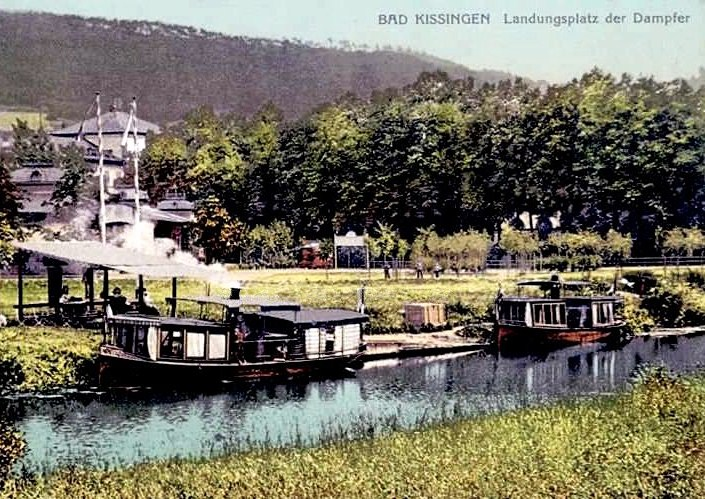
Die zwei von Lohrey betriebenen „Dampferle“ auf der Saale (1907)

Andreas Lohrey (* 1843 in Schonungen; † 9. Dezember 1924 in Bad Kissingen) war ein deutscher Baumeister.

## Leben
Lohrey stammte aus Schonungen (Landkreis Schweinfurt). Er war zu seiner Zeit ein sehr bekannter Baumeister in der Region Unterfranken. Seine größten Bauwerke waren der Bahnhof der Stadt Schweinfurt und die katholische Stadtpfarrkirche (Herz-Jesu-Kirche) in Bad Kissingen (1882). In deren Eingangshalle unter dem Turm steht seine Büste, geschaffen vom Kissinger Bildhauer Valentin Weidner.
Seit Herbst 1882 gehörte Lohrey der touristische Dampfer-Betrieb Saaleschiffahrt Bad Kissingen auf der Fränkischen Saale zwischen dem Kurgarten und dem Salinenbad an der Unteren Saline, den er von der Witwe des 1880 verstorbenen Gründers Karl von Paschwitz übernommen hatte. Er erwarb 1883 ein neues Dampfboot und erweiterte den Betrieb im Jahr 1888 um ein zweites Boot. Diesen Betrieb des noch heute auf derselben Flussstrecke verkehrenden „Dampferle“ führte er bis zu seinem Tod im Jahr 1924. Nach Lohreys Tod gab es vier weitere Bewerber um die Nachfolge, doch der Bad Kissinger Stadtrat erteilte dem Vertreter der Erben, dem Tierarzt Dr. Otmar Fischer aus Abensberg, die Konzession. Die von ihm gegründete Betriebs-GmbH, deren Geschäftsführer er war, ist noch heute im Besitz der Tierarztfamilie Fischer und Betreiber der Saaleschiffahrt GmbH Bad Kissingen, nur in den Jahren 1944 bis 1948 wegen des Zweiten Weltkriegs und dessen Folgen unterbrochen. Bis 1959 waren Dampfboote im Einsatz, die nacheinander durch die Dieselboote „Saline“ und „Kissingen“ ersetzt wurden.
Lohrey starb „nach kurzer Krankheit“. Seine Todesanzeige weist ihn als Baumeister und ausdrücklich auch als Dampfschiffbesitzer aus. Lohrey wurde auf dem Bad Kissinger Kapellenfriedhof bestattet.

## Werke (Auswahl)
- Bahnhof der Stadt Schweinfurt
- Bahnhof von Oberwerrn (1870/1871), Landkreis Schweinfurt
- Herz-Jesu-Kirche (katholische Stadtpfarrkirche) in Bad Kissingen (1882)
- Umbau des Königlichen Kurhaushotels in Bad Kissingen
- Villa Gordon in Bad Kissingen (1884)
- Kirche in Euerdorf, Landkreis Bad Kissingen
- Kirche St. Katharina in Niederlauer, Landkreis Rhön-Grabfeld
- Marienkapelle in Rannungen (1878), Landkreis Bad Kissingen
- Kirche in Windshausen, heute Ortsteil von Hohenroth, Landkreis Rhön-Grabfeld
- Salinenstraße 47 in Bad Kissingen (1891)